# Xoconoxtle, Oaxaca
Xoconoxtle är en ort i Mexiko.   Den ligger i kommunen San Miguel Amatitlán och delstaten Oaxaca, i den sydöstra delen av landet, 200 km sydost om huvudstaden Mexico City. Xoconoxtle ligger 1 653 meter över havet och antalet invånare är 355.
Terrängen runt Xoconoxtle är lite kuperad. Runt Xoconoxtle är det ganska tätbefolkat, med 96 invånare per kvadratkilometer. Närmaste större samhälle är Petlalcingo, 19,9 km nordost om Xoconoxtle. I omgivningarna runt Xoconoxtle växer huvudsakligen savannskog.